# 錫蘭自治領
锡兰自治领，1948年至1972年间英联邦的一个独立国家、自治領，与英聯邦王國其他成员国共享君主。1948年，英属锡兰殖民地获得独立成为自治领。1972年，锡兰自治领废除君主制，成为英联邦内的共和国，并改称“斯里兰卡”。

## 国名
在《1947年锡兰独立法案》（The Ceylon Independence Act, 1947）中，该国被称为“锡兰”（Ceylon），而非“锡兰自治领”（Dominion of Ceylon）。“锡兰自治领”尽管也非常常见，但并不是官方名称。而且，“锡兰”也是该国在联合国的席位名称。